# Günter Herrmann (Chemiker)
Günter Herrmann (* 29. November 1925 in Dölau; † 20. September 2017 in Mainz) war ein deutscher Kernchemiker.

## Leben
Günter Herrmann studierte an der Johannes Gutenberg-Universität Mainz Chemie und promovierte bei Fritz Straßmann über Strontium- und Ytterbium-Isotope, die bei der Spaltung von Uran entstehen. 1966 wurde er habilitiert. Er war von 1967 bis 1994 Professor für Kernchemie an der Johannes Gutenberg-Universität Mainz und einer der Gründungsdirektoren der Gesellschaft für Schwerionenforschung. Von 1970 bis 1982 war er Mitglied des wissenschaftlichen Rates des GSI, bis zu seinem Rückzug im Jahr 1990 leitete er außerdem den Bereich für Kernchemie. 1984 wurde er Mitglied der Akademie der Wissenschaften und der Literatur, 1988 wurde er mit dem Glenn T. Seaborg Award for Nuclear Chemistry geehrt. Herrmann war verheiratet und starb am 20. September 2017.

## Werke
- Johannes Kunisch, Lothar Döhring, Günter Herrmann: Organische Chemie. Deutscher Verlag für Grundstoffindustrie, 1965.